# Institut Ramon Llull

Logo des Institut Ramon Llull

Das Institut Ramon Llull (abgekürzt IRL) ist ein katalanisches Kulturinstitut mit Sitz in Barcelona, das sich der Verbreitung der katalanischen Sprache und Kultur widmet. Namensgeber des Instituts ist der katalanische Gelehrte, Philosoph und Dichter Ramon Llull (1232–1316). Das IRL hat Büros in Berlin, London, Paris und New York.
Das Institut wurde am 5. April 2002 durch die beiden Autonomen Gemeinschaften Katalonien und Balearische Inseln gegründet. Nach dem Sieg des rechtskonservativen Partido Popular bei den regionalen Parlamentswahlen auf den Balearischen Inseln im März 2003 zog sich die Regionalregierung der Balearischen Inseln 2004 aus dem Engagement im Institut zurück, nach den Wahlen 2015 und der Ablösung der pro-spanischen Regierung traten die Balearen dem IRL wieder bei. Bereits 2008 war die Stiftung Fundació Ramon Llull als neuer Träger gegründet worden. Ihr gehören die Regierung Kataloniens, der Stadtrat von Barcelona, die Regierung Andorras, der Stadtrat von L’Alguer/Alghero und der Rat des Départements Pyrénées-Orientales an sowie ein Zusammenschluss von Kommunen aus der autonomen Gemeinschaft València.

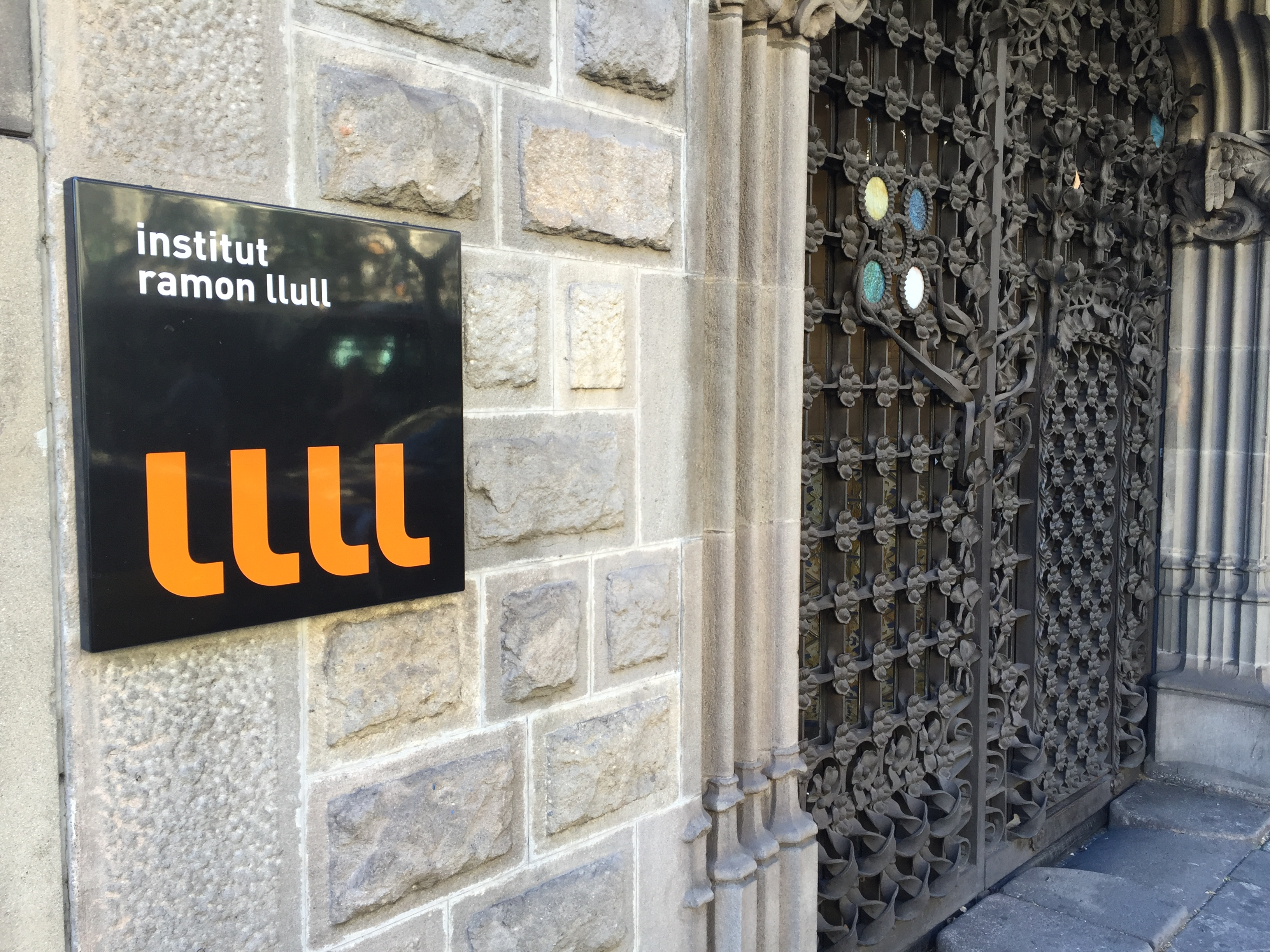
Eingang des Instituts in Barcelona

Das Institut fördert die katalanische Sprache und Kultur. Dabei trug die Frankfurter Buchmesse, deren Gast 2007 die katalanische Kultur war, maßgeblich dazu bei, die katalanische Literatur im Ausland bekannter zu machen.
Derzeitiger Leiter ist Pere Almeida Samaranch.